# روزنامة

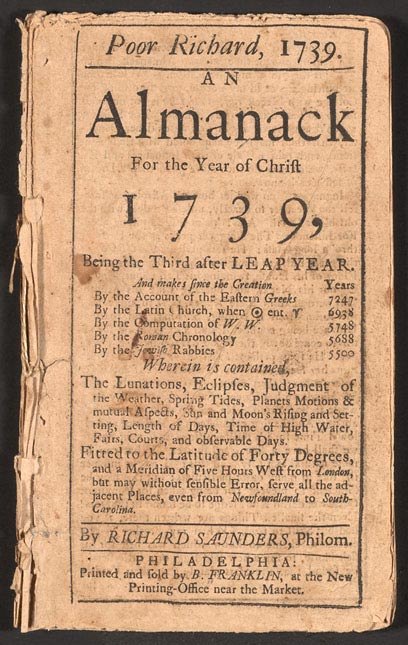

الروزنامة أو التقويم أو الزيج  هو إصدار سنوي للتقويم بالإضافة إلى معلومات أخرى عن توقع حالة الطقس وأوقات البذار وأوقات المد والجزر. كما تضاف إلى الرزنامة أيضاً التواقيت والأعياد والمناسبات الشعبية.
يشتق الاسم في أغلب اللغات الأوروبية Almanac على الأغلب من اللغة العربية من كلمة المناخ.

## اقرأ أيضاً
- تقويم